# الميناء الكبير (مالطا)
الميناء الكبير ((بالمالطية: il-Port il-Kbir)‏ (بالإنجليزية: Grand Harbour)؛ (بالإيطالية: Porto Grande)‏)، المعروف أيضًا باسم ميناء فاليتا،  هو ميناء طبيعي في جزيرة مالطا. تم تعديله بشكل كبير على مر السنين باستخدام أرصفة واسعة (مالطا دوكيارد)          وأرصفة وتحصينات.

## الوصف والتصميم

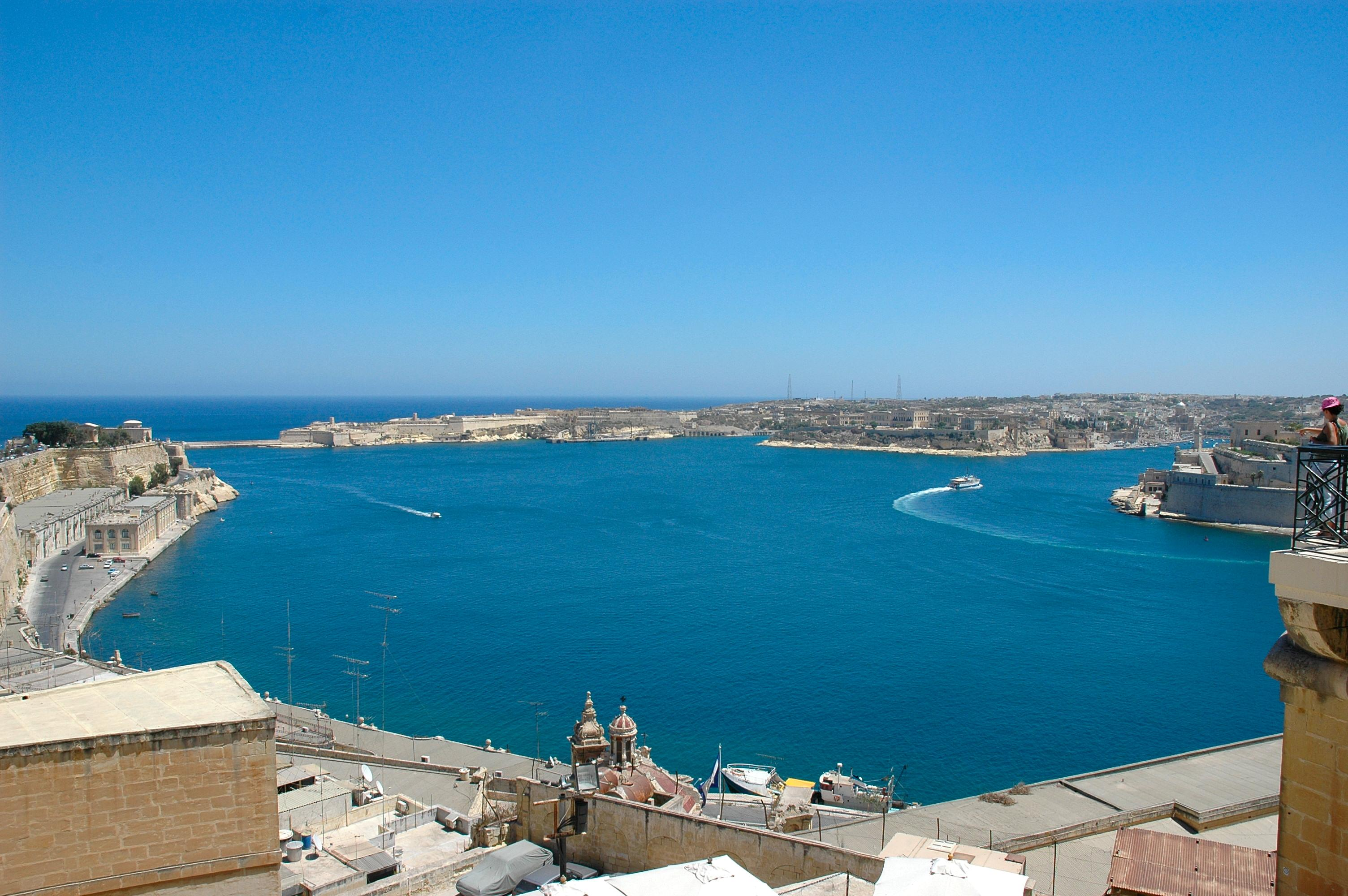
منظر للميناء الكبير المطل على البحر

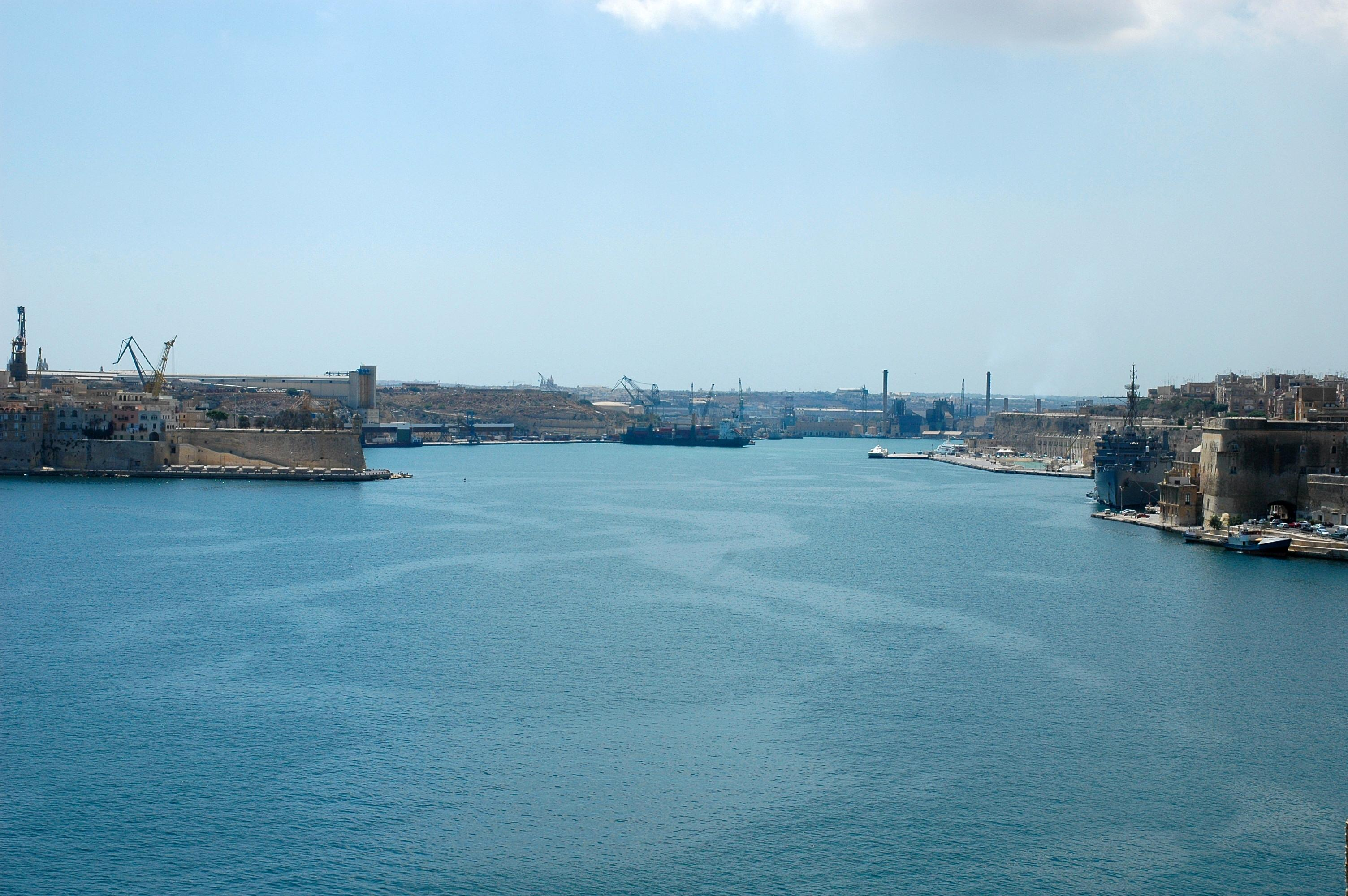
منظر للميناء الكبير يطل على المرسى

يواجه الميناء الكبير (ميناء المرفأ الشمال الشرقي ويحده من الشمال Saint Elmo Point ويحميها حاجز أمواج معزول ويحده من الجنوب نقطة Ricasoli. يتكون الشاطئ الشمالي الغربي لها من شبه جزيرة سكيبراس، والتي تغطيها إلى حد كبير مدينة فاليتا وضاحيتها فلوريانا. تقسم شبه الجزيرة هذه أيضًا جراند هاربور عن المرفأ الطبيعي الموازي الثاني، Marsamxett Harbour. يستمر الممر المائي الرئيسي لجراند هاربور في الداخل تقريبًا إلى مرسى. ويتكون الشاطئ الجنوبي الشرقي من الميناء من قبل عدد من مداخل والرؤوس، وبصورة رئيسية Rinella مسفن كريك كريك، كالكارا كريك، والفرنسية كريك، التي تغطيها كالكارا والمدن الثلاث: كوسبيكو وفيتوريوسا، وسنجليا. تم وصف الميناء بأنه أعظم الأصول الجغرافية لمالطا.
مع ميناء مارسامكسيت الشريك، يقع جراند هاربور في وسط الأرض المرتفعة بلطف. نشأ التطوير في جميع أنحاء الموانئ المزدوجة وعلى المنحدرات بحيث يكون الوعاء بأكمله عبارة عن منطقة حضرية كبيرة. يعيش الكثير من سكان مالطا في دائرة نصف قطرها ثلاثة كيلومترات من فلوريانا. هذه الآن واحدة من أكثر المناطق اكتظاظًا بالسكان في أوروبا. تشكل الموانئ والمناطق المحيطة بها منطقتي المرفأ الشمالي والجنوبي في مالطا. تحتوي هذه المناطق مجتمعة على 27 مجلسًا محليًا من أصل 68. يبلغ عدد سكانها 213,722 نسمة والتي تشكل أكثر من 47 ٪ من إجمالي سكان الجزر المالطية.

## تاريخه

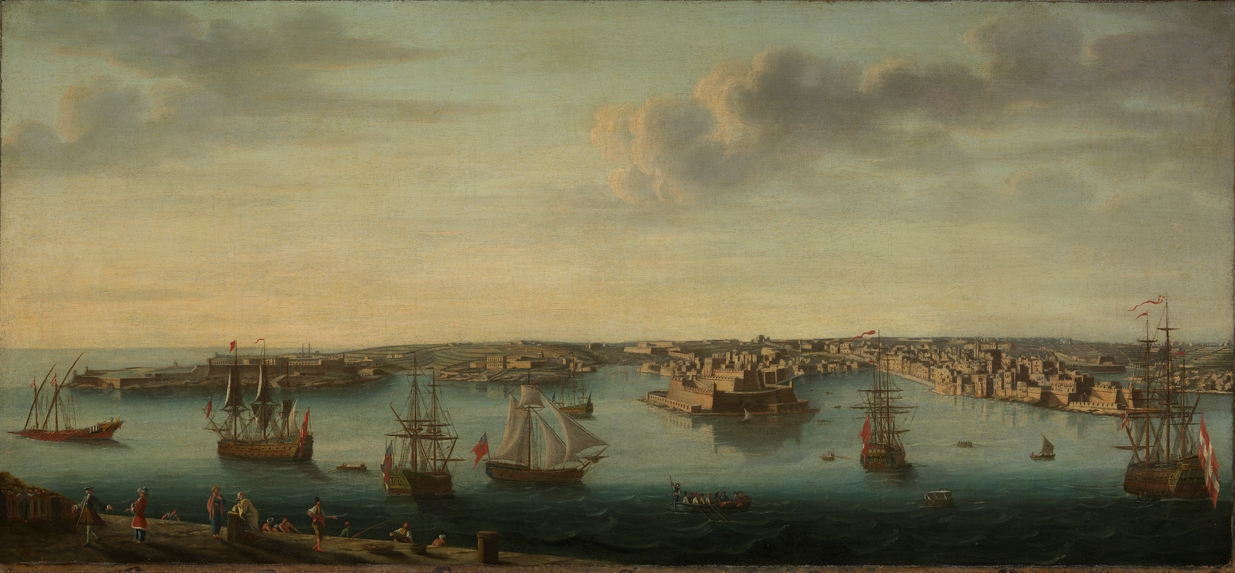
جراند هاربور عام 1750

للجزر المالطية تاريخ طويل، ويرجع ذلك أساسًا إلى موقعها الاستراتيجي ومرافئها الطبيعية، ولا سيما الميناء الكبير (جراتد هاربور) وكذلك Marsamxett. تم استخدام الميناء الكبير منذ عصور ما قبل التاريخ.
تم العثور على بقايا مغليثية على شواطئ جراند هاربور. معابد كوردين، التي يعود تاريخ أقدمها إلى حوالي 3700 قبل الميلاد، تطل على المرفأ من مرتفعات كورادينو. ربما كان هناك هيكل صخري آخر تحت الماء قبالة حصن سانت أنجيلو، لكن لم يعد من الممكن رؤيته. كما تم العثور على بقايا بونية ورومانية على شواطئ الميناء. 
بحلول القرنين الثاني عشر والثالث عشر، تم بناء كاستروم ماريس فيما يعرف الآن باسم بيرغو. ربما تم بناؤه بدلاً من المباني القديمة، ربما المعابد الفينيقية أو الرومانية، أو قلعة عربية.
في عام 1283، وقعت معركة مالطا عند مدخل الميناء الكبير جراند هاربور. هزمت قوات أراغون قوة أنجفين الكبرى واستولت على 10 قوادس.
كان جراند هاربور قاعدة وسام القديس يوحنا لمدة 268 عامًا، من 1530 إلى 1798. استقروا في مدينة بيرغو وحسّنوا تحصيناتها، بما في ذلك إعادة بناء كاستروم ماريس كحصن سانت أنجيلو. في يوليو 1551، داهم القراصنة البربريون والقوات العثمانية مالطا. هبطوا في Marsamxett وساروا إلى جراند هاربور، لكنهم لم يهاجموا لأنهم وجدوا بلدة Birgu محصنة جيدًا للهجوم. على الرغم من أن هذه المحاولة لم تنجح، إلا أن القوة العثمانية تمكنت لاحقًا من إقالة غوزو وقهر طرابلس في نفس الحملة. بعد الهجوم، تم بناء حصن سانت إلمو وحصن سانت مايكل لحماية الميناء بشكل أفضل في أي هجمات مستقبلية. كما تأسست مدينة سنجليا بعد ذلك بوقت قصير.
في وقت لاحق في خمسينيات القرن الخامس عشر، ضرب إعصار الميناء الكبير جراند هاربور، مما أسفر عن مقتل 600 شخص وتدمير أسطول الشحن.
كانت المنطقة مسرحًا للكثير من القتال في حصار مالطا الكبير عام 1565 عندما حاول العثمانيون إخراج وسام القديس يوحنا لكنهم هُزموا في النهاية. بعد الحصار، تم بناء العاصمة فاليتا على شبه جزيرة سكيبراس على الشاطئ الشمالي الغربي للميناء. على مر السنين، تم إنشاء المزيد من التحصينات والمستوطنات داخل جراند هاربور، بما في ذلك Fort Ricasoli ومدينتي Floriana وCospicua.

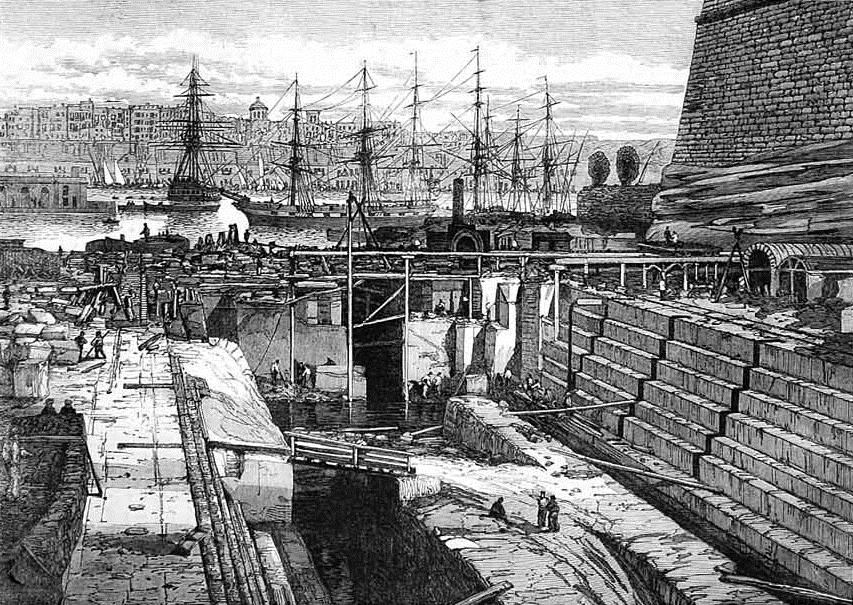
الرصيف الجديد الذي بني عام 1867

أثناء الاحتلال الفرنسي لمالطا، حاصر المتمردين المالطيين منطقة المرفأ براً والبحرية الملكية في البحر. استسلم الفرنسيون في نهاية المطاف في سبتمبر 1800 وأصبحت مالطا محمية بريطانية، فيما بعد مستعمرة. خلال الحكم الاستعماري البريطاني، أصبح الميناء قاعدة إستراتيجية للبحرية الملكية وقاعدة لأسطول البحر الأبيض المتوسط.

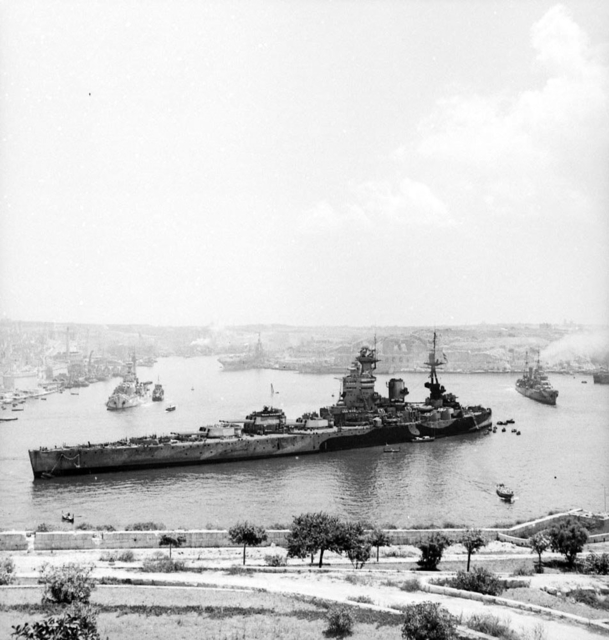
في الميناء أثناء غزو الحلفاء لصقلية.

تم قصف المنطقة بأكملها بوحشية خلال الحصار الثاني لمالطا خلال الحرب العالمية الثانية، حيث أصبحت الأرصفة والمنشآت العسكرية حول الميناء أهدافًا لقاذفات المحور. لكن الأضرار الجانبية دمرت الكثير من فاليتا والمدن الثلاث، وتسببت في سقوط أعداد كبيرة من المدنيين.

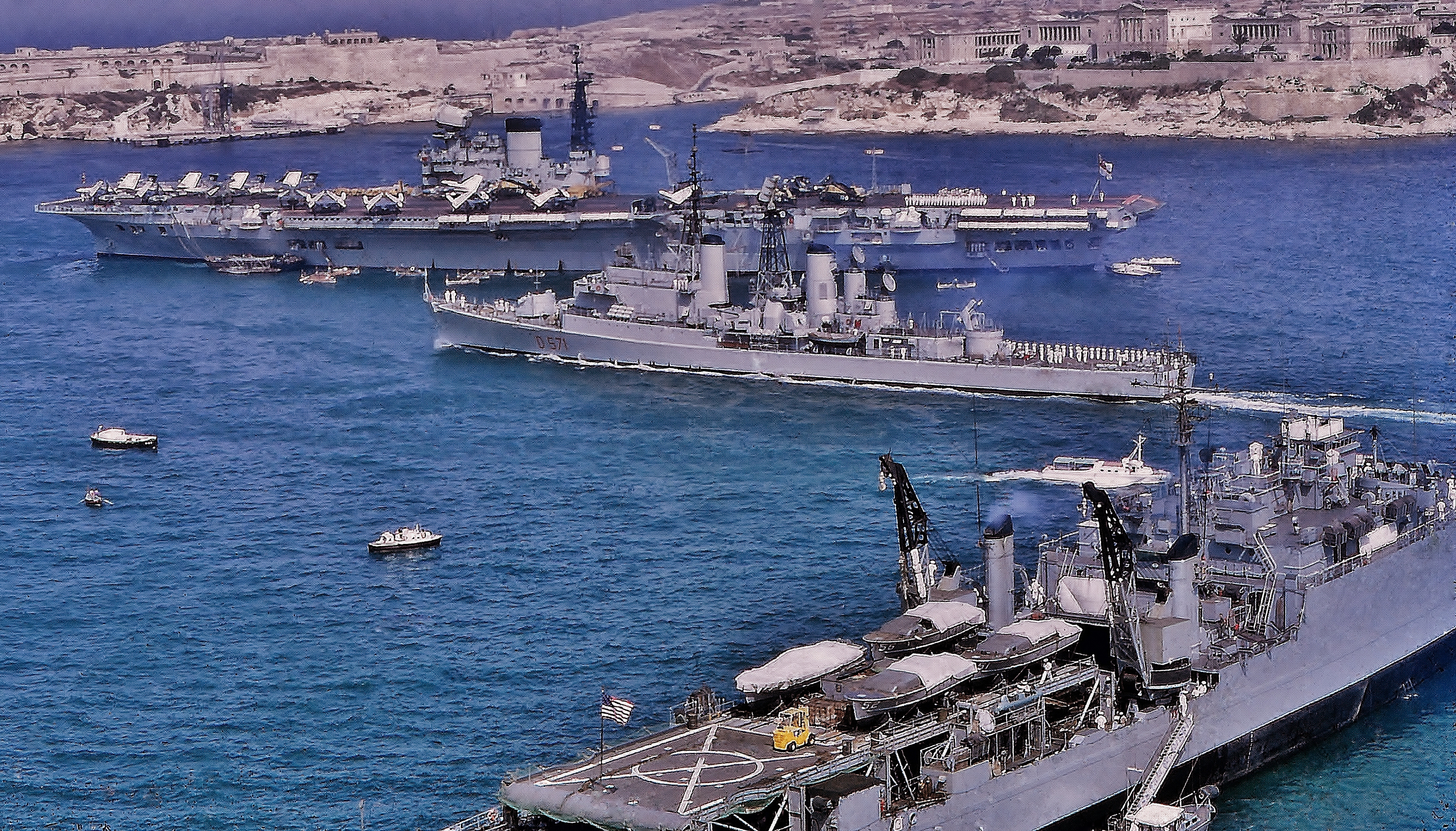
سفن حربية للناتو في اليمناء خلال عام 1967

لا يزال حوض بناء السفن في مالطا نشطًا ولكن مع رحيل الجيش البريطاني عنه، فقد الميناء الكثير من أهميته العسكرية. يتم الآن التعامل مع جزء كبير من الشحن التجاري في مالطا عن طريق الميناء المجاني الجديد في كالافارانا، وبالتالي فإن الميناء أكثر هدوءًا مما كان عليه في النصف الأول من القرن العشرين.
في سبتمبر 2007، كشفت الحكومة المالطية عن 20 مشروع تجديد مقترح من شأنها تجديد المنطقة مع احترام قيمتها التاريخية.
اعتبارًا من مايو 2021، يخضع المرفأ لأعمال التجديد التي بدأتها شركة Infrastructure Malta وبرعاية من الاتحاد الأوروبي بهدف ايصال الكهرباء للمرفأ لإنتاج انخفاض بنسبة 90 ٪ في الانبعاثات الضارة من السفن. سيتم تركيب وحدات شور بوير للتخلص من الحاجة إلى تشغيل محركات تعمل بالوقود الأحفوري أثناء رسو السفن. إحداثيات:35°53′42″N 14°31′14″E / 35.89500°N 14.52056°E

## أماكن حول الميناء
- حصن ريكاسولي
- رينيلا باي
- بيجي
- كالكارا كريك
  - طريق مارينا، كالكارا
  - كالكارا ستراند، كالكارا
  - ماندرا ستراند، بيرغو
- حصن سانت أنجيلو
- دوكيارد كريك أو كوتونيرا مارينا
- حصن سانت مايكل
- الخور الفرنسي
  - قفص الاتهام رقم 2
  - طريق غجان دويلي
  - كورادينو
  - قفص الاتهام رقم 6
- نقطة رأس جنير
- المنقا
  - بريدج وارف، مرسى

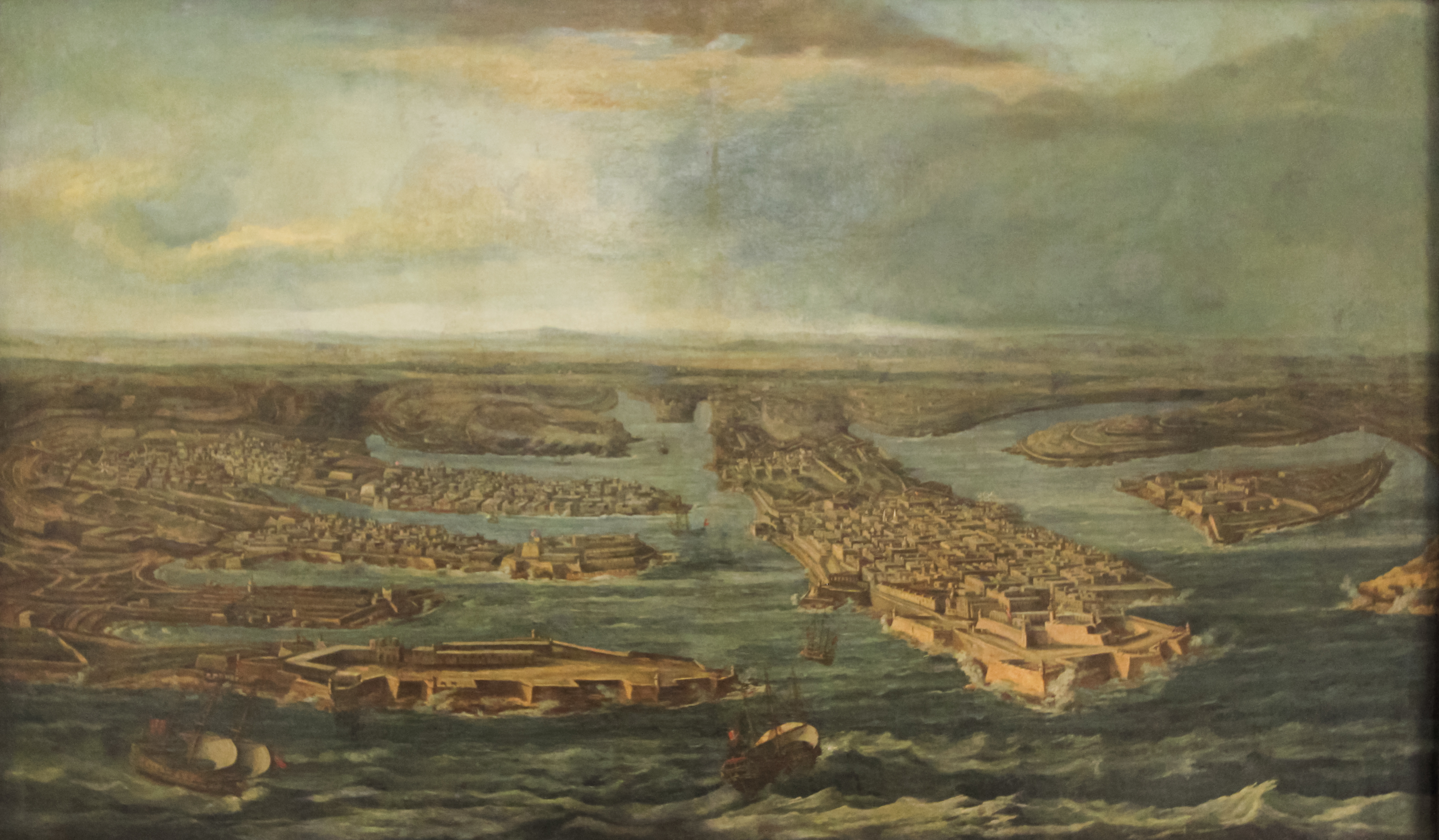
منظر للميناء الكبير في القرن الثامن عشر

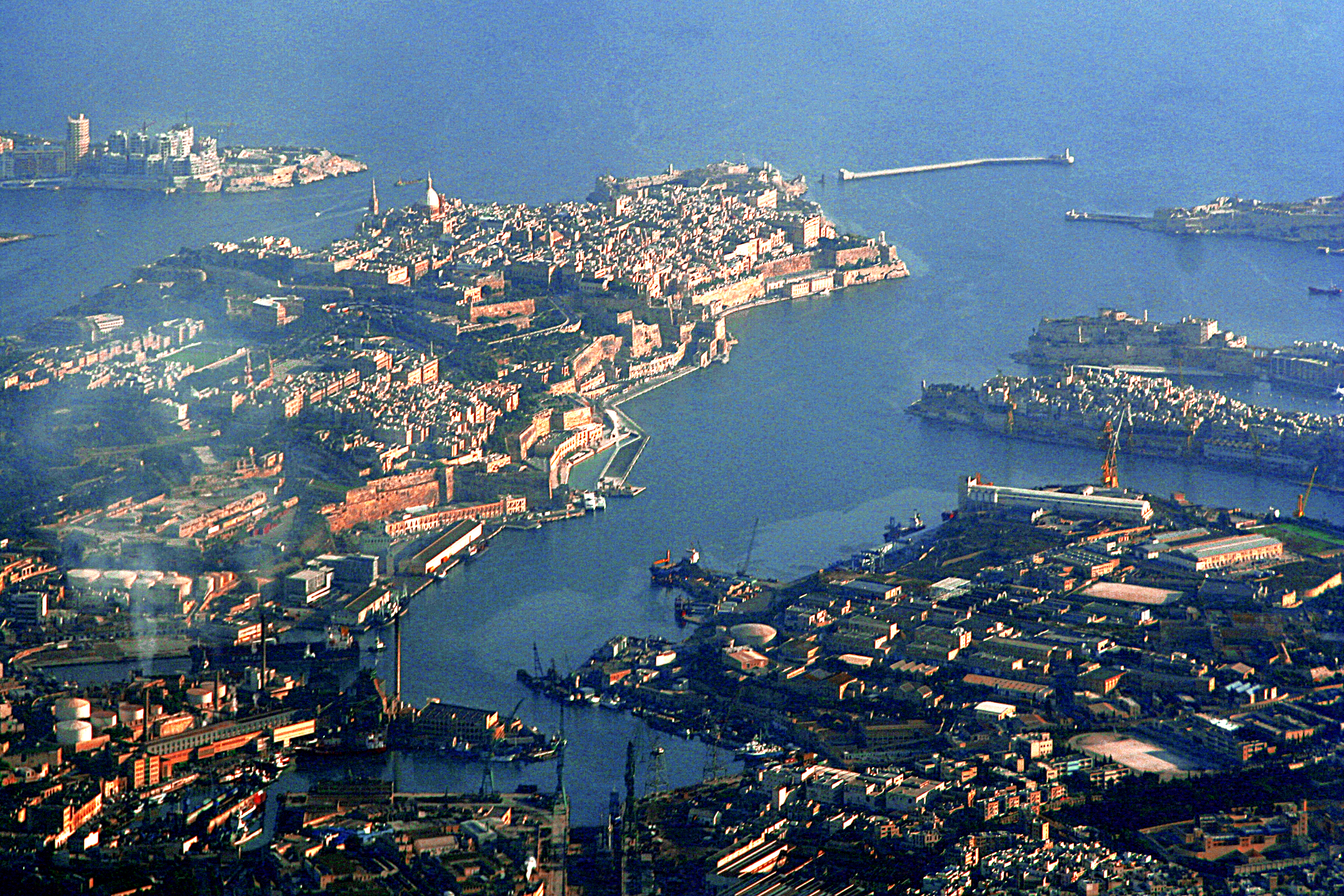
منظر جوي لليمناء الكبير جراند هاربور عام 2006

  - فلاجستون وارف / مول إي أنغاتورا، مرسى
  - ولاعات وارف / إيل مول تل براكين، مرسى
  - رصيف الأخشاب / il-Moll tal-atab، مرسى
  - Xatt l-Għassara tal-Għeneb، مرسى
- فاليتا ووترفرونت أو بينتو وارف، فلوريانا
- رصيف لاسكاريس، فاليتا
- زات إيل باريرا، فاليتا
- Taħt iż-iemel
- حصن سانت إلمو

## معرض الصور

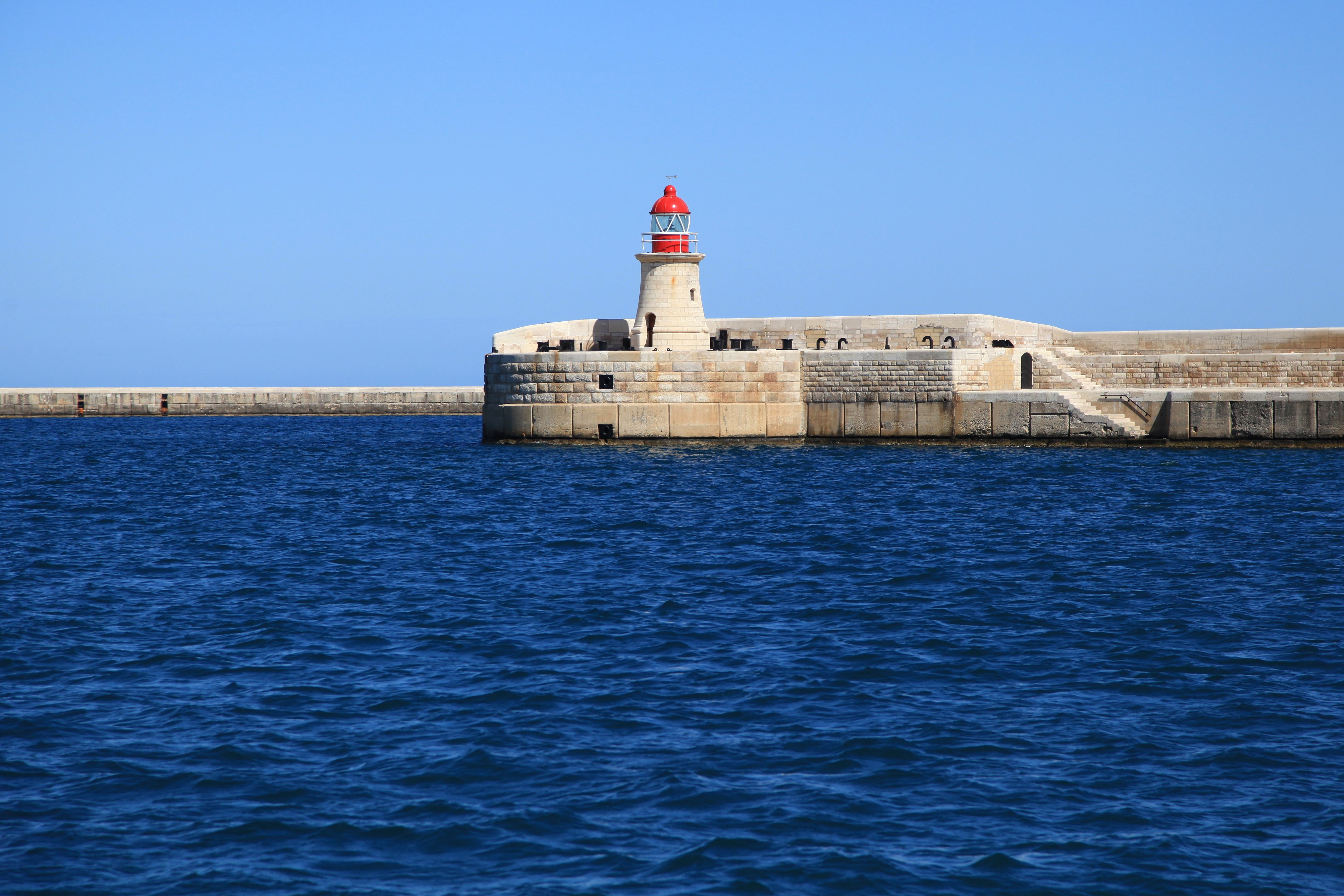
حاجز الأمواج ريكاسولي
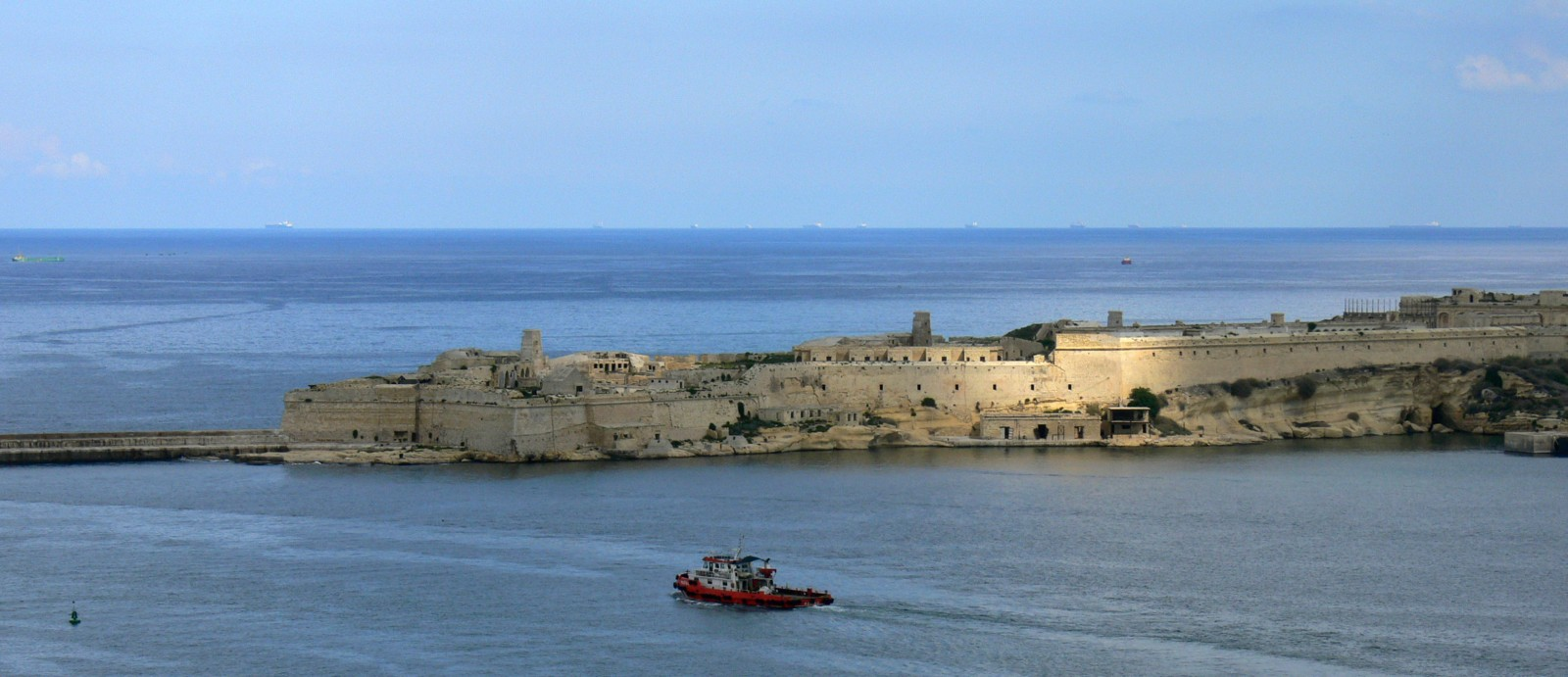
حصن ريكاسولي
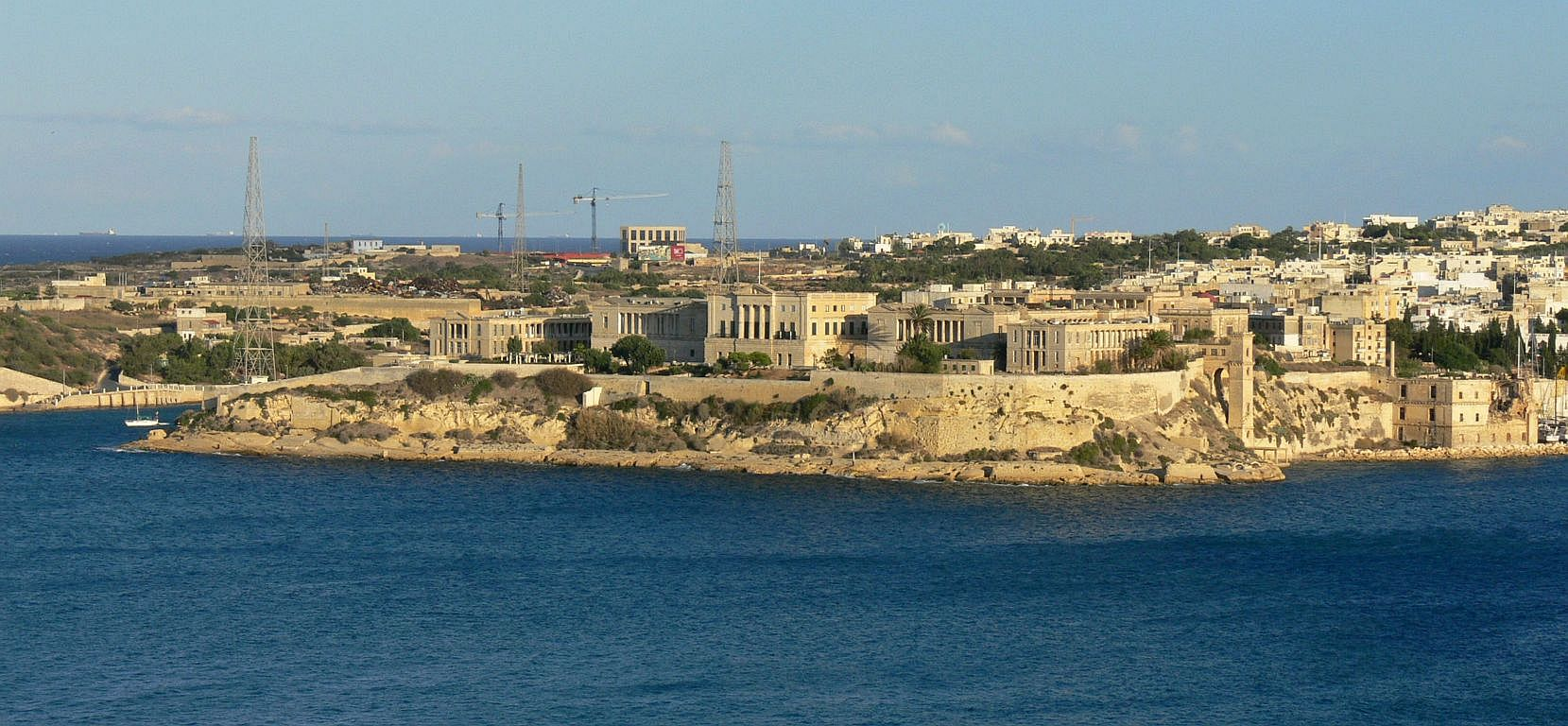
بيجي
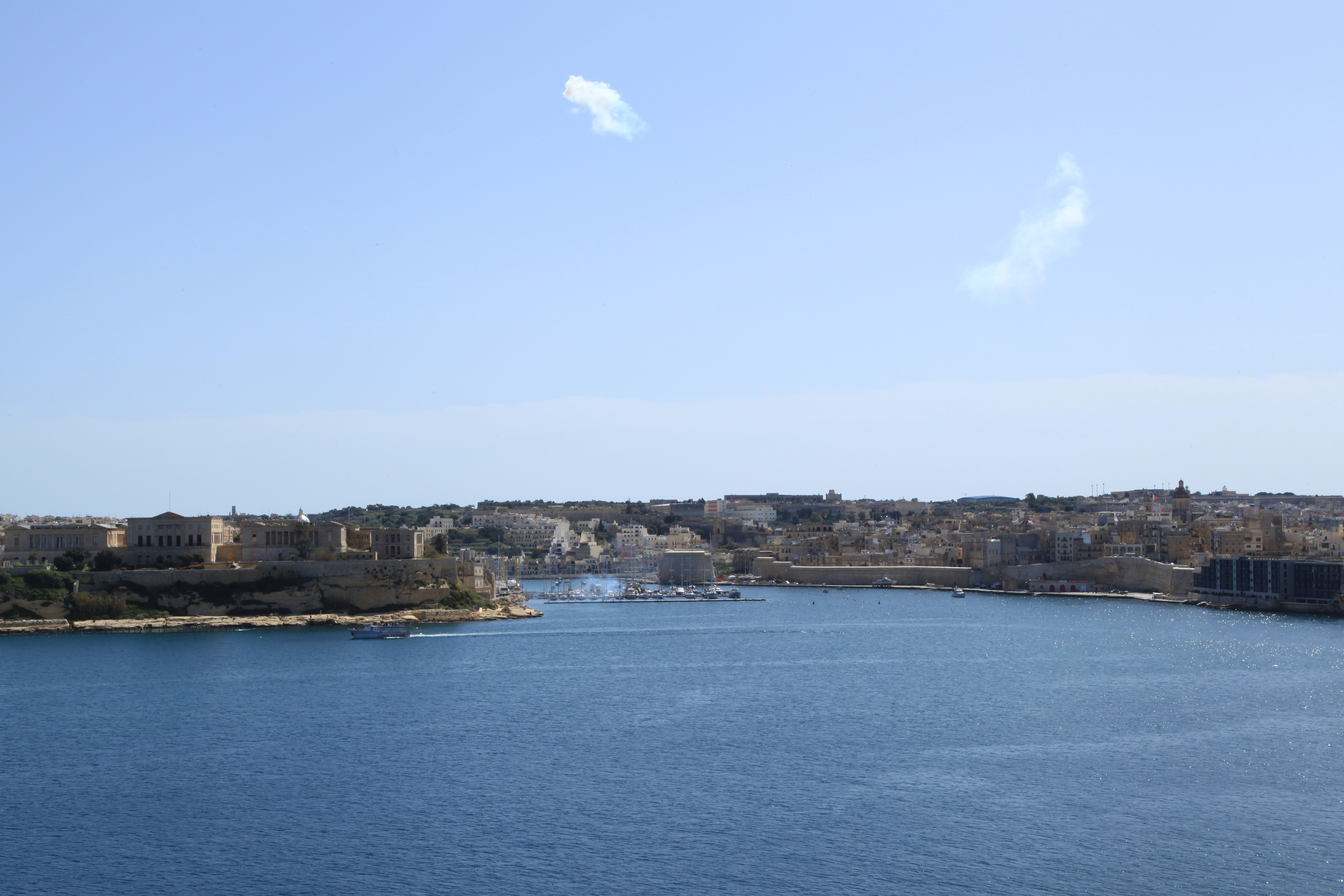
Kalkara Creek Kalkara and Birgu
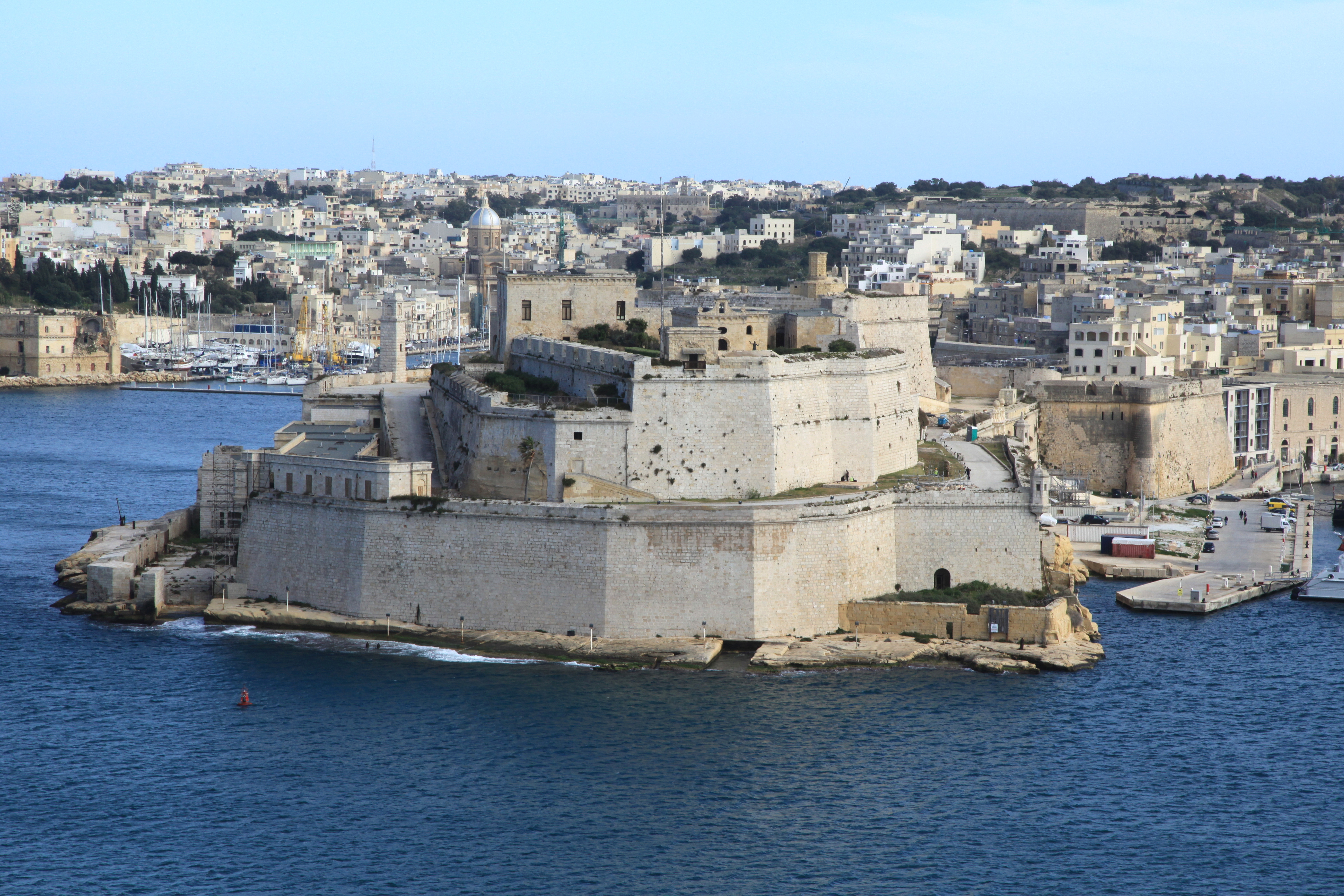
حصن سانت أنجلو  [لغات أخرى]‏ Birgu
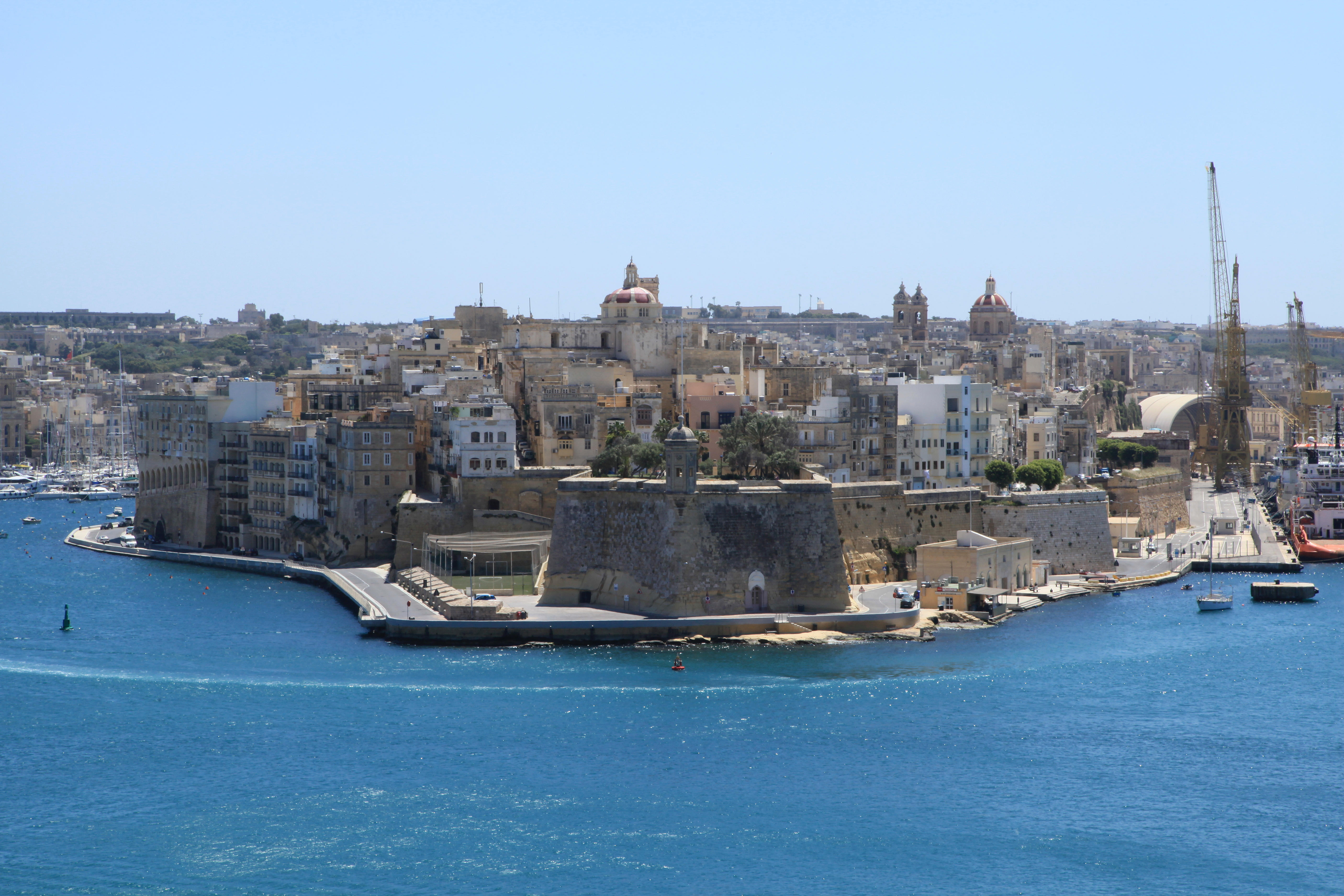
The Spur Senglea
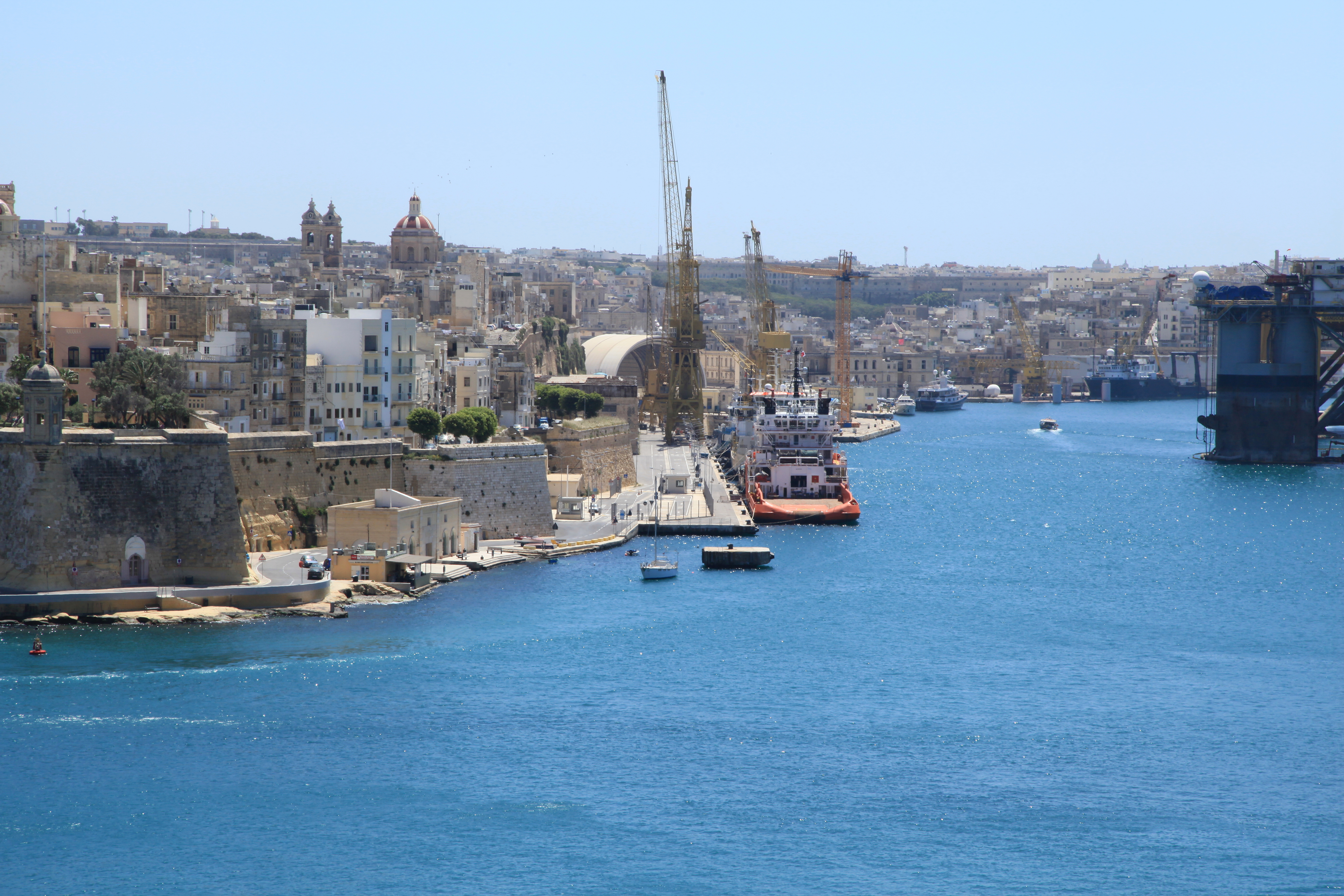
French Creek Senglea, Cospicua and Paola
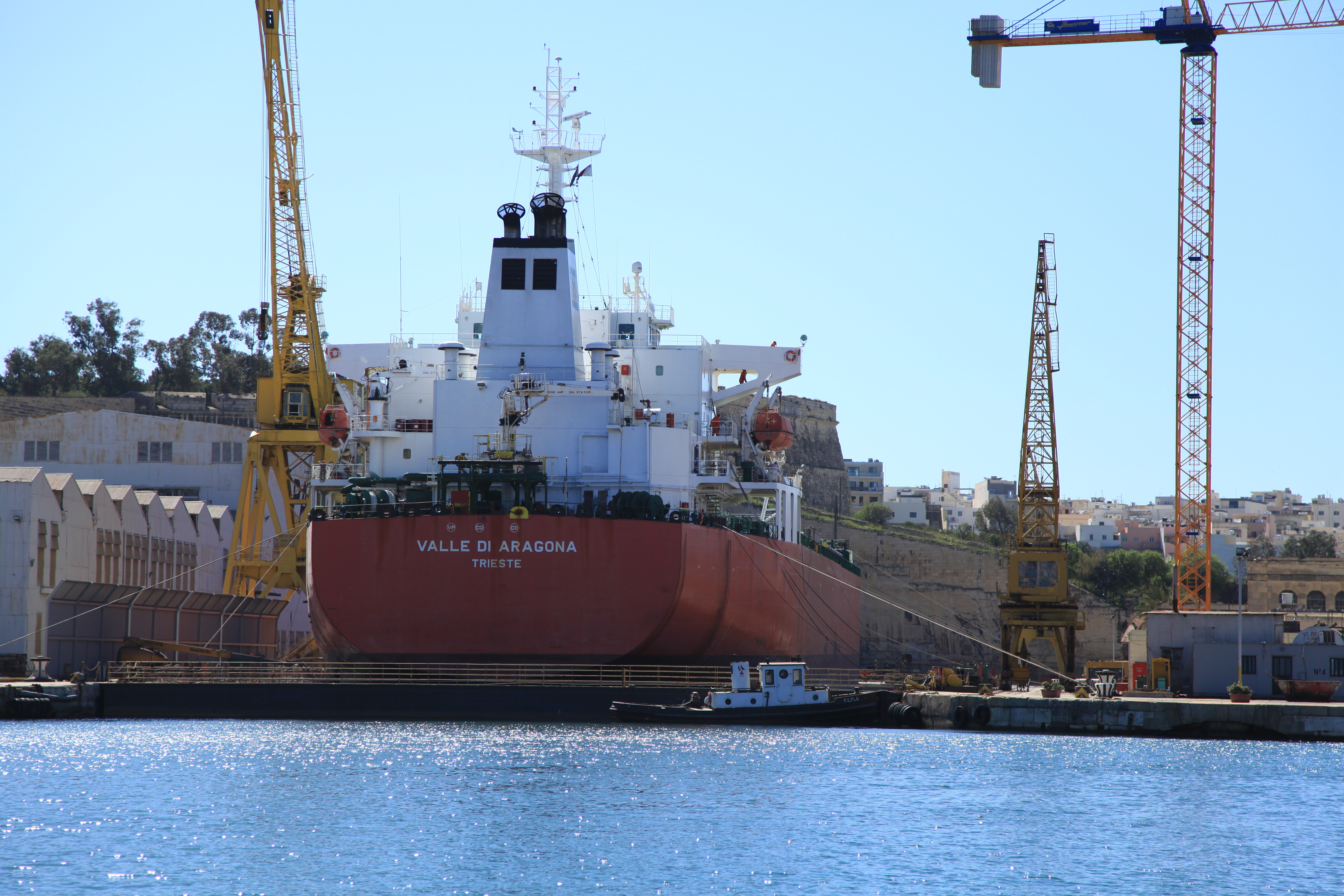
Dock No. 4 Cospicua
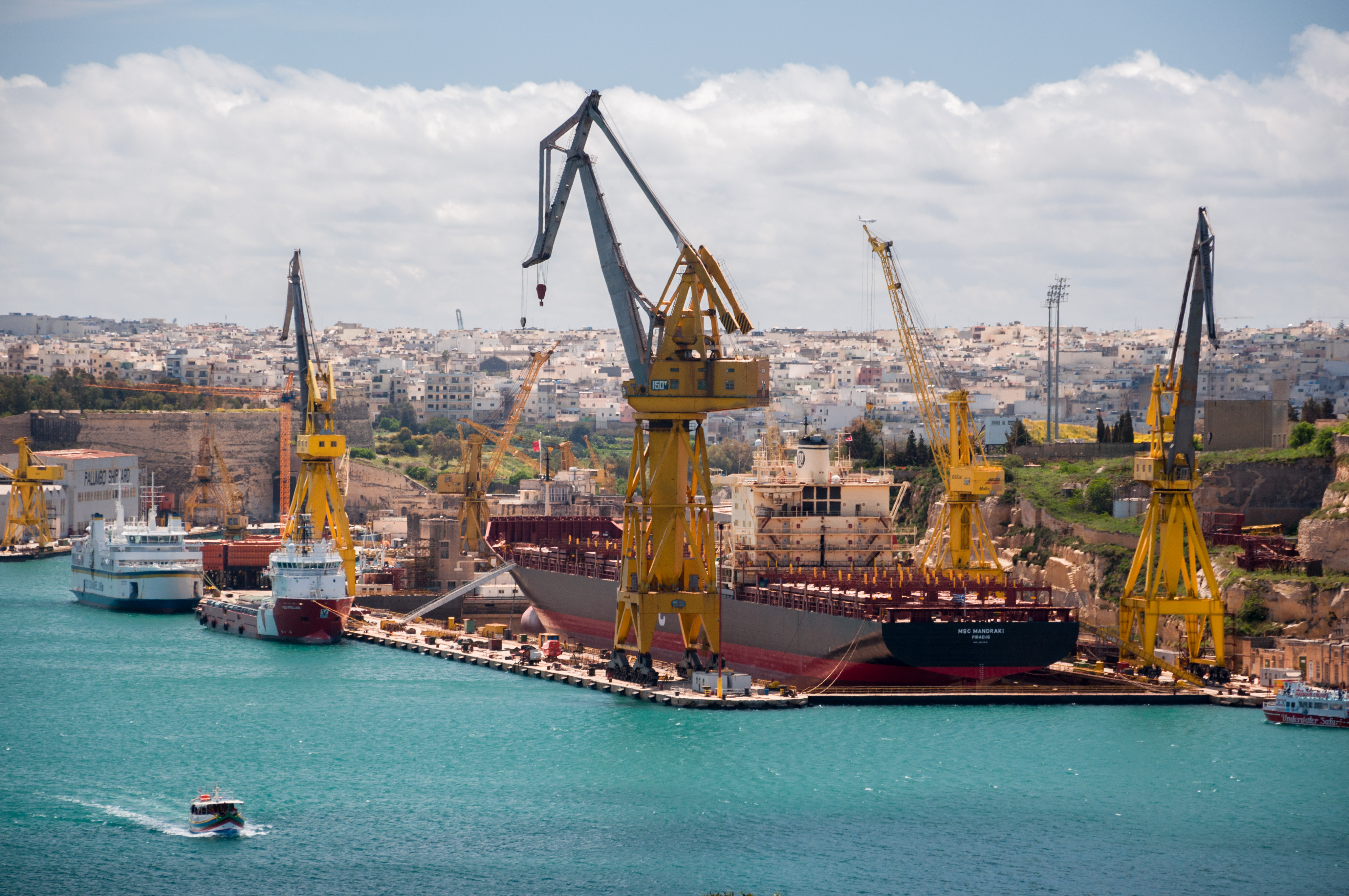
Dock No. 6 (China Dock) Cospicua
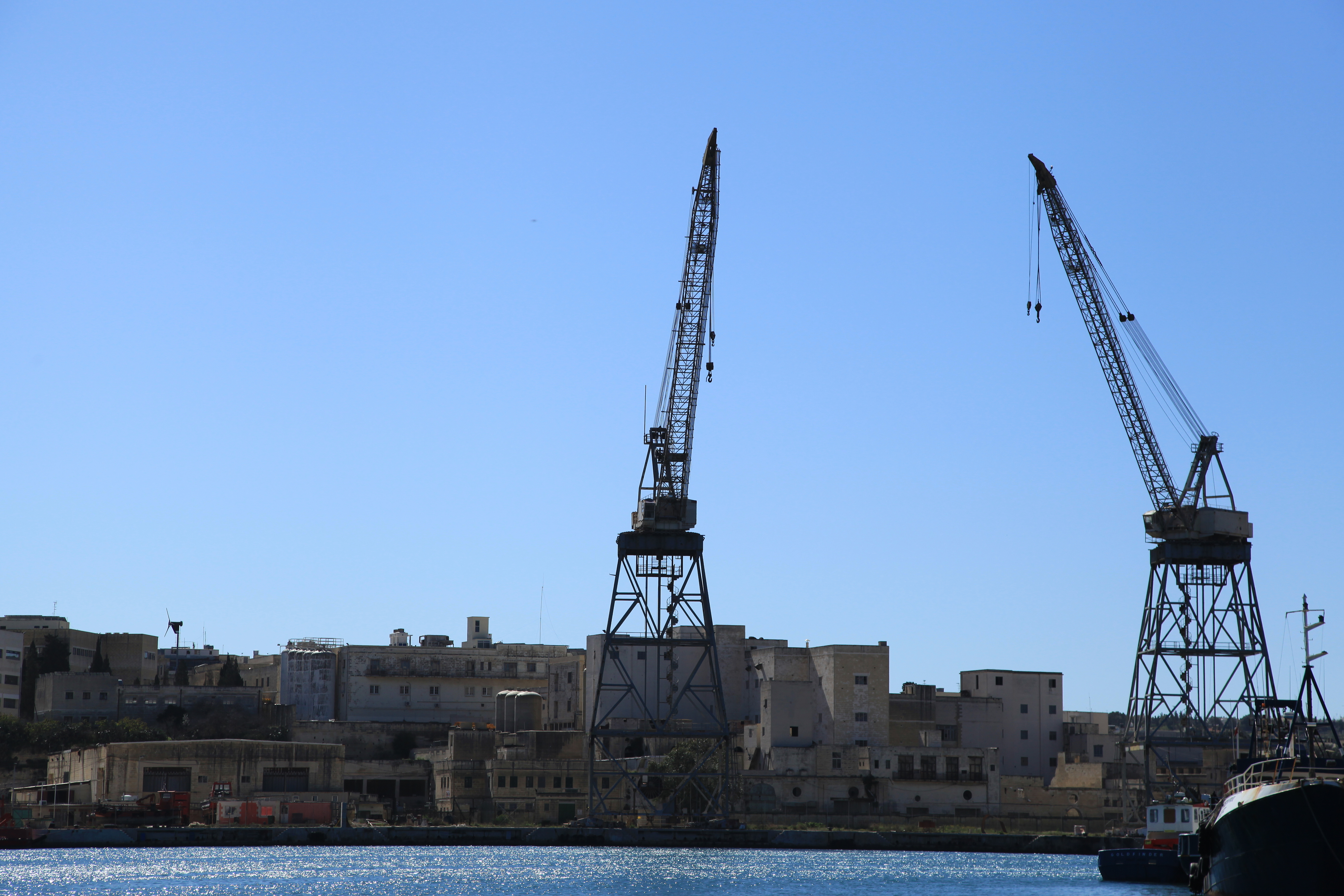
Shipwrights Wharf Paola and Marsa
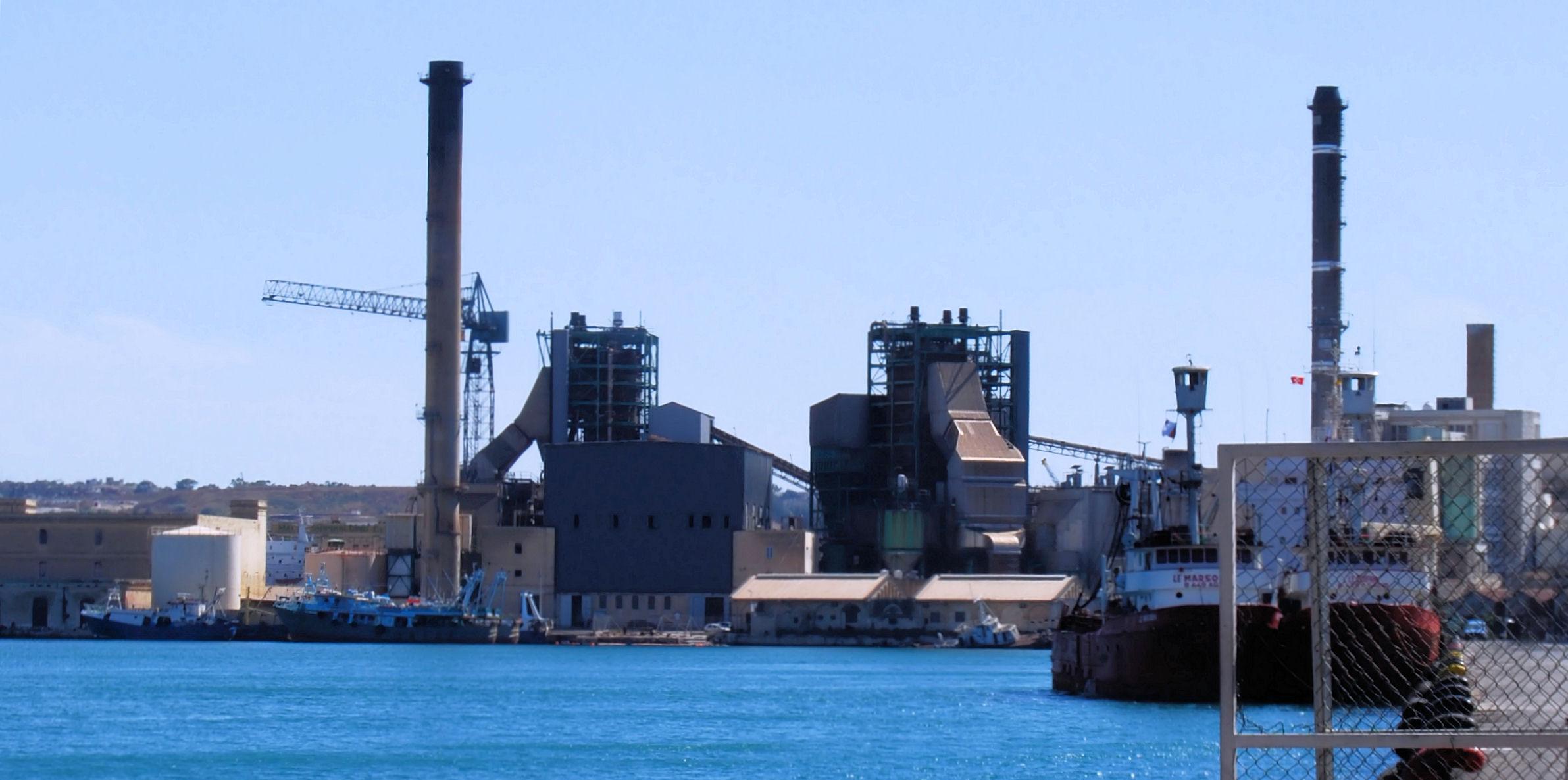
Bridge Wharf and Marsa Power Station Marsa
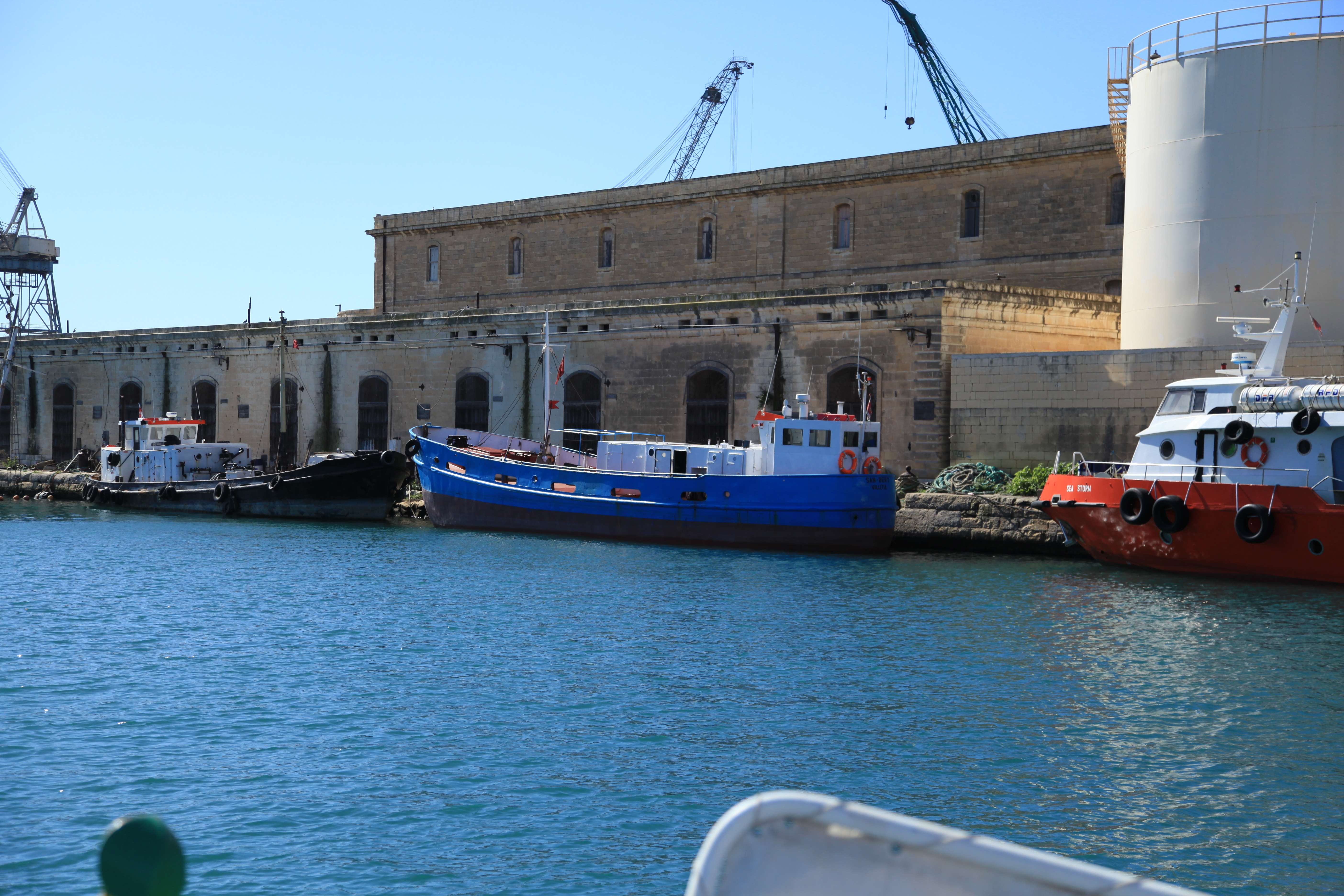
Braken Wharf Marsa
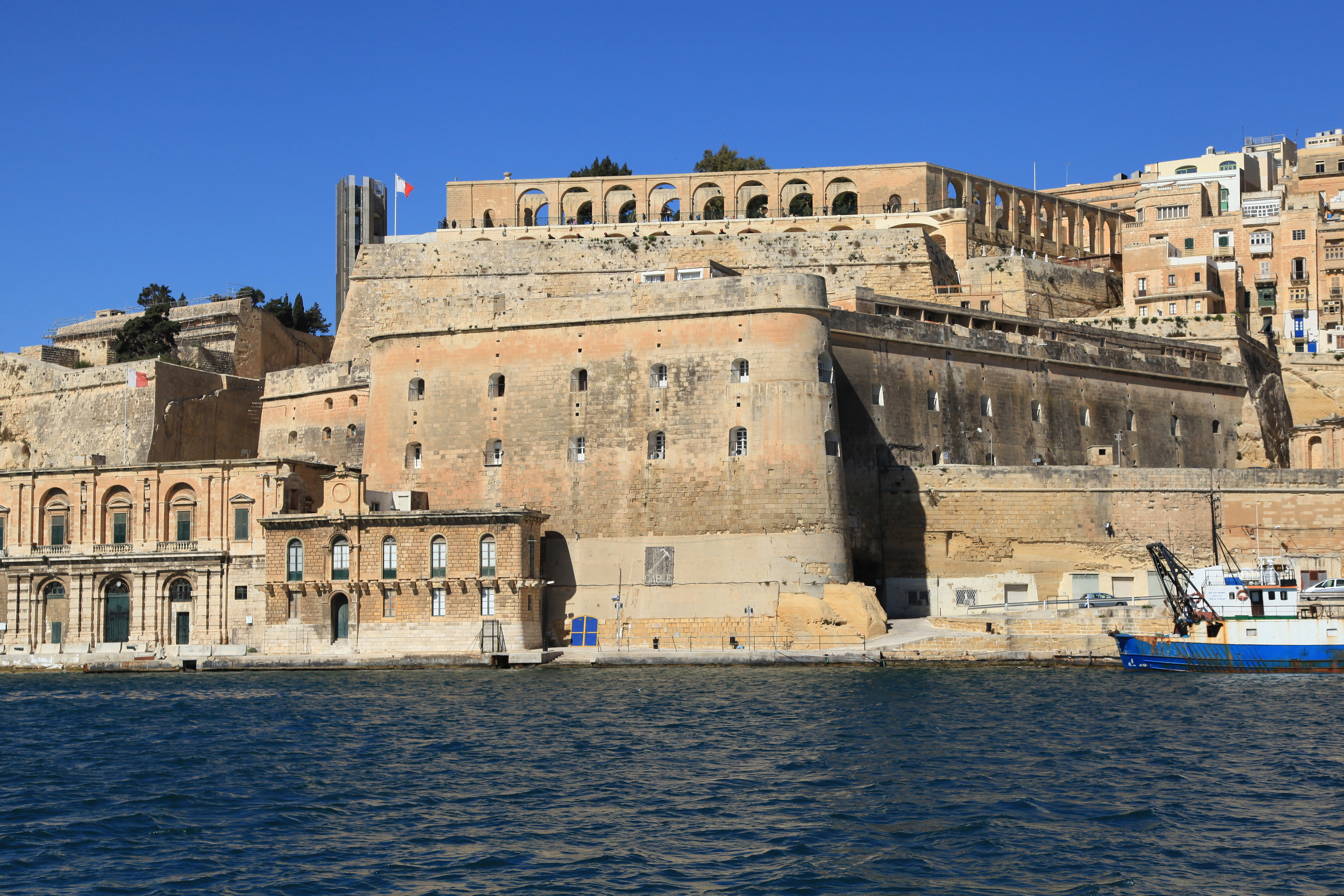
Xatt Lascaris Valletta
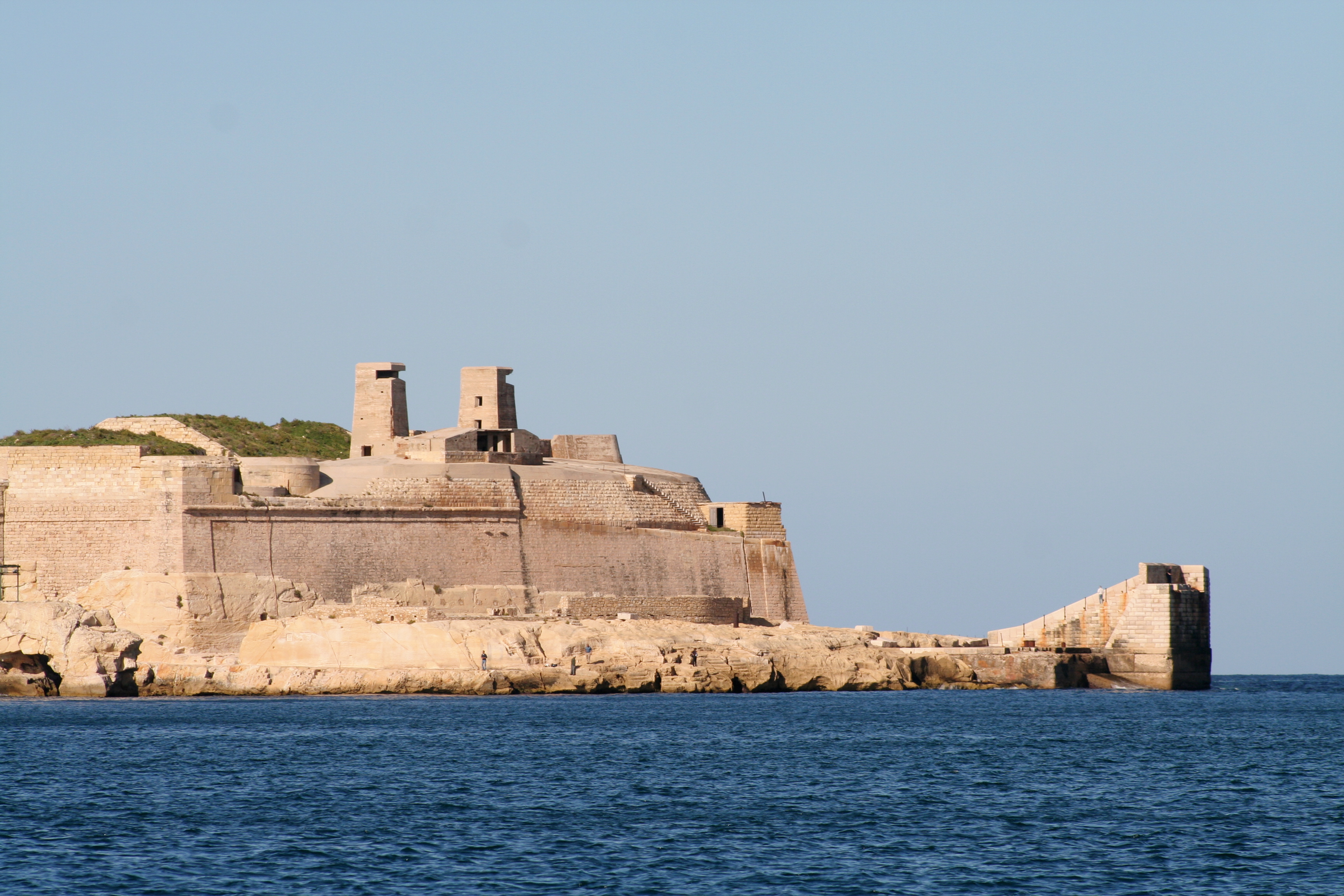
Fort Saint Elmo Valletta
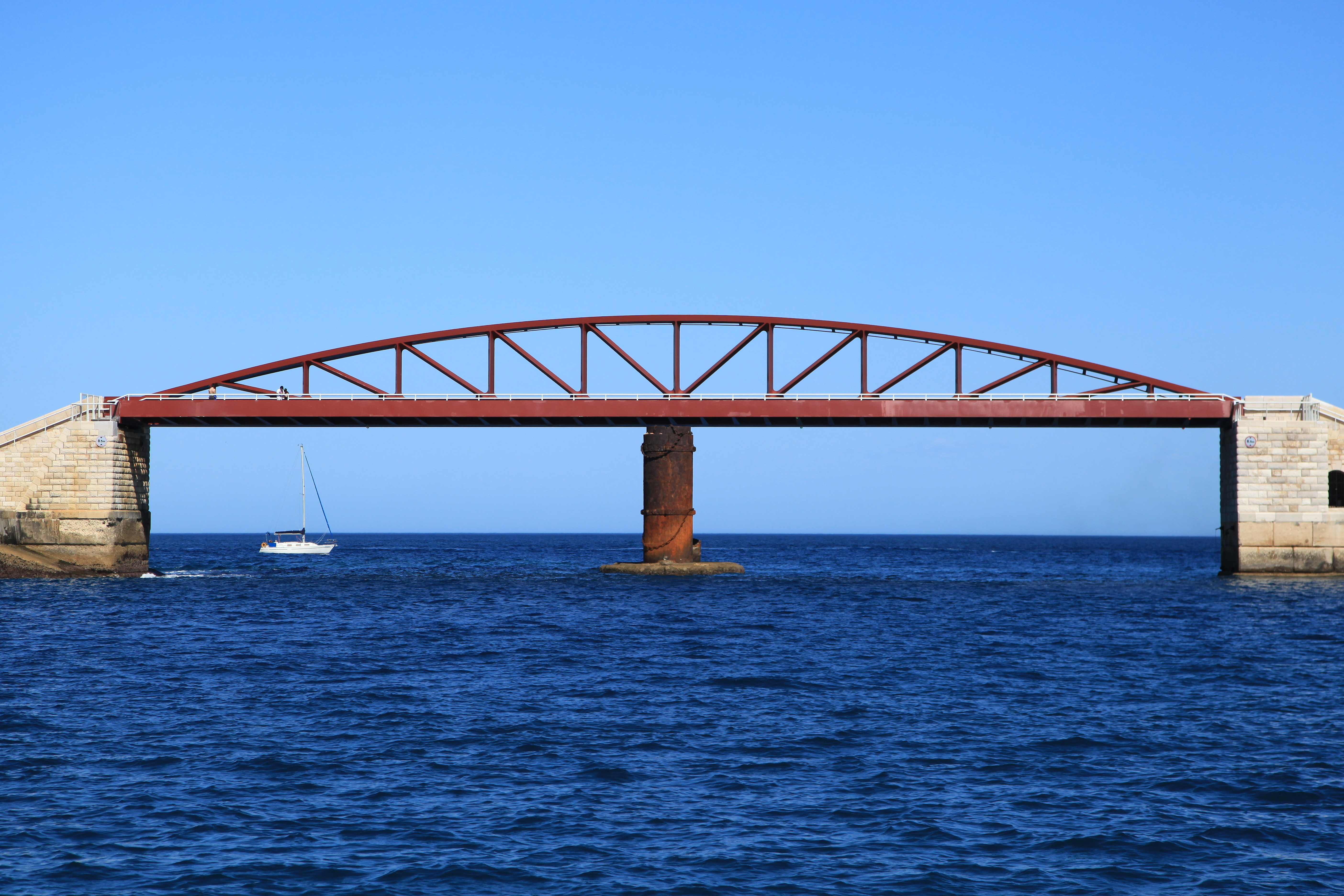
St. Elmo Bridge Valletta
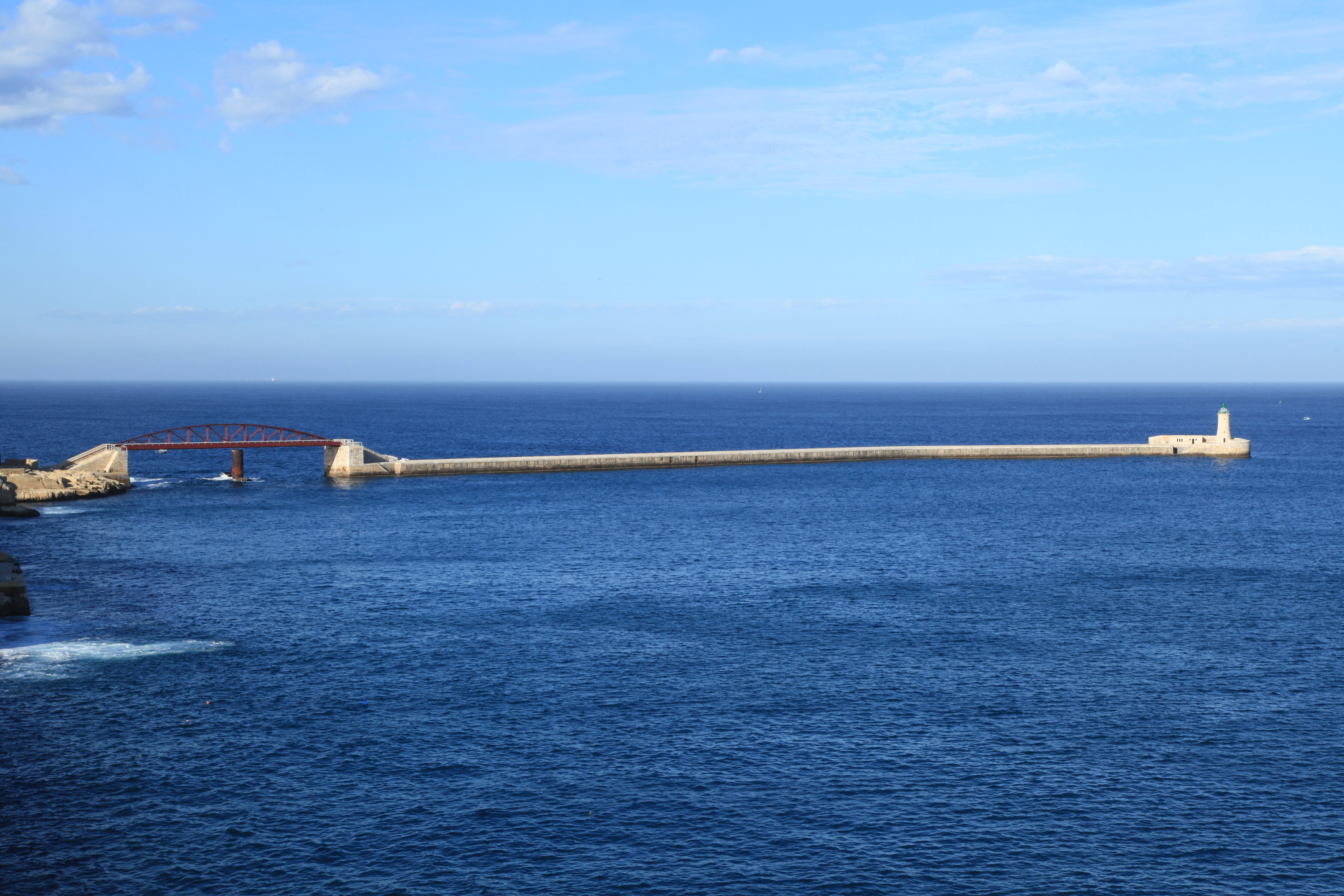
Valletta Breakwater Valletta

## الروابط الخارجية
- فاليتا ووترفرونت
- AIDAbella في أول نداء لها في جراند هاربور. تحية المدفع